# Хвилеріз

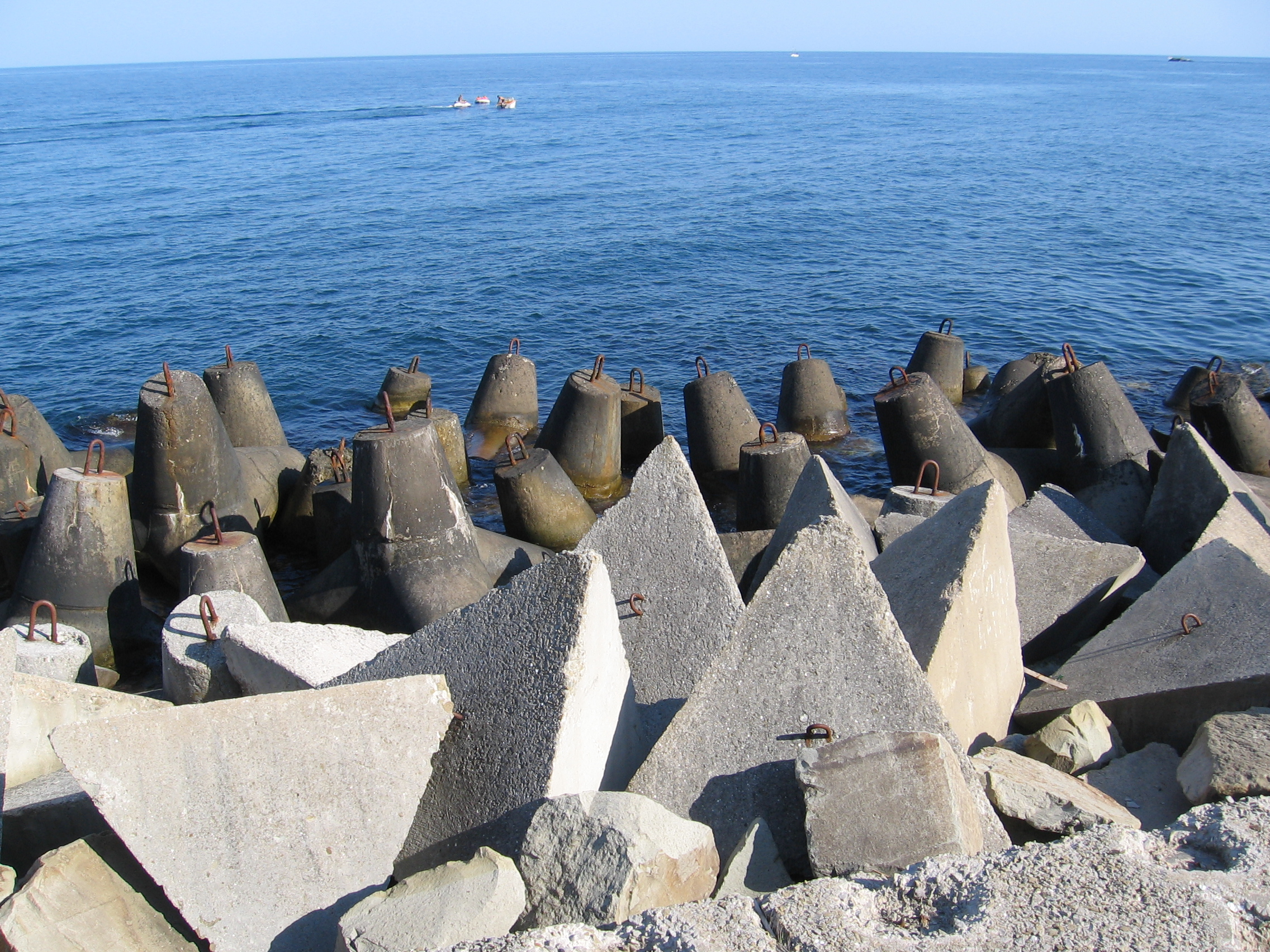
Хвилеріз типу Масивова кладка в Криму, Україна. Малий Маяк.

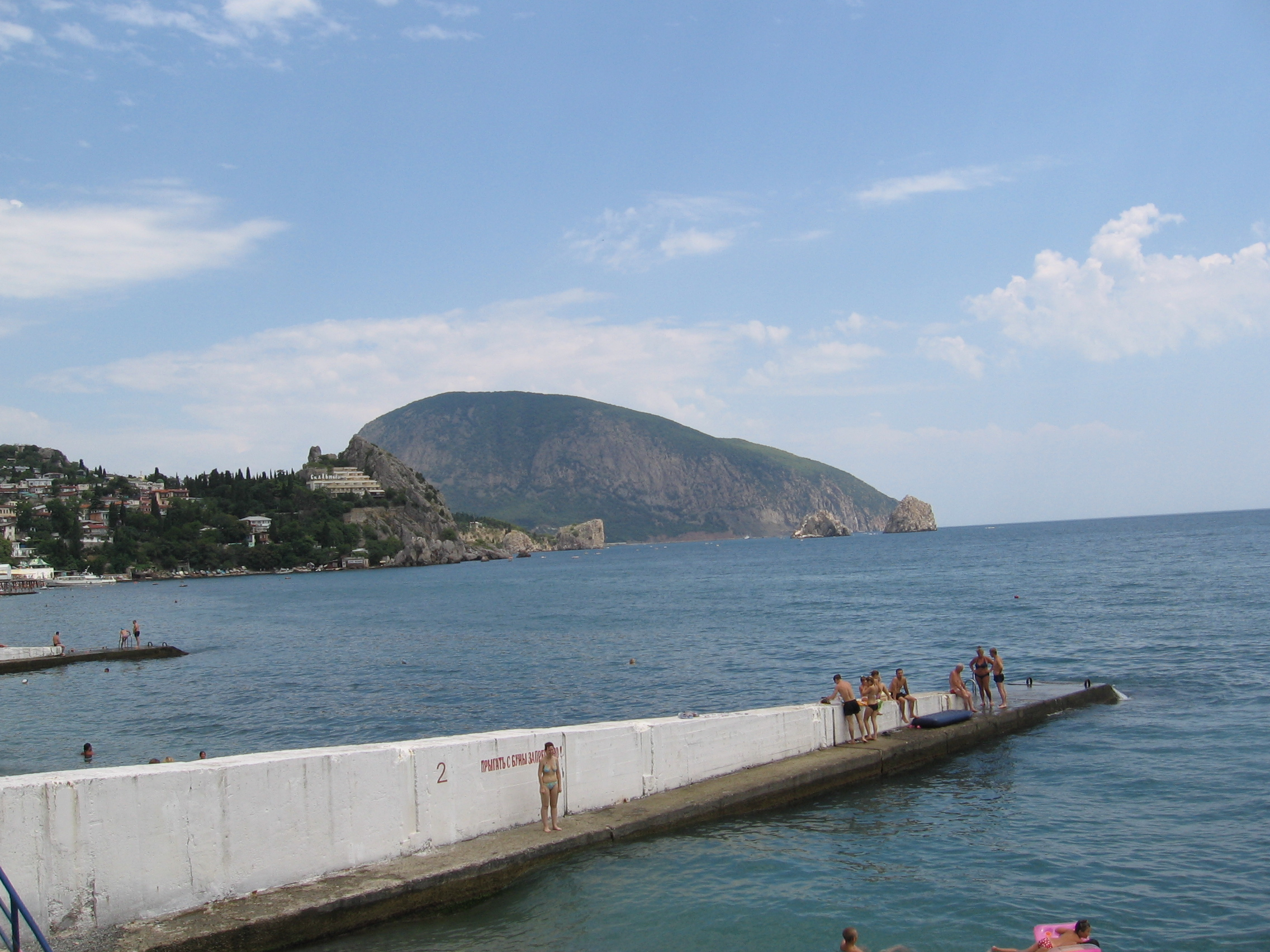
Хвилеріз-мол в Криму, Україна. Гурзуф.

Хвилеріз, брекватер (від англ. breakwater) — гідротехнічна споруда на воді (у морі, на озері, водоймищі або річці), призначена для захисту берегової лінії або акваторії порту від хвиль, плинів льоду й наносів.

## Загальний опис
Розрізняють хвилеломи:
- гравітаційного типу,
- пальові,
- плавучі,
- гідравлічні,
- пневматичні.

Хвилерізи гравітаційного типу підрозділяються на укісні, у вигляді вертикальної стінки й змішані.
Кожний вид здійснюється декількома способами.
Наприклад, хвилерізи типу вертикальної стінки зводять із оболонок великого діаметра, масивів-гігантів, кладки бетонних масивів (Масивова кладка). Останні можуть бути зведені із двох видів блоків-паралелепіпедів. Знайдені сотні схем компонувань, кожна з яких описується формулою кладки особливого виду.

## Галерея

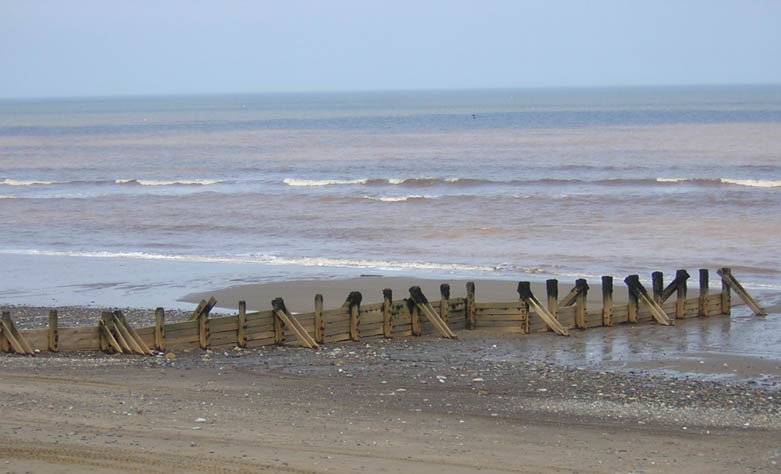
Східний берег Англії
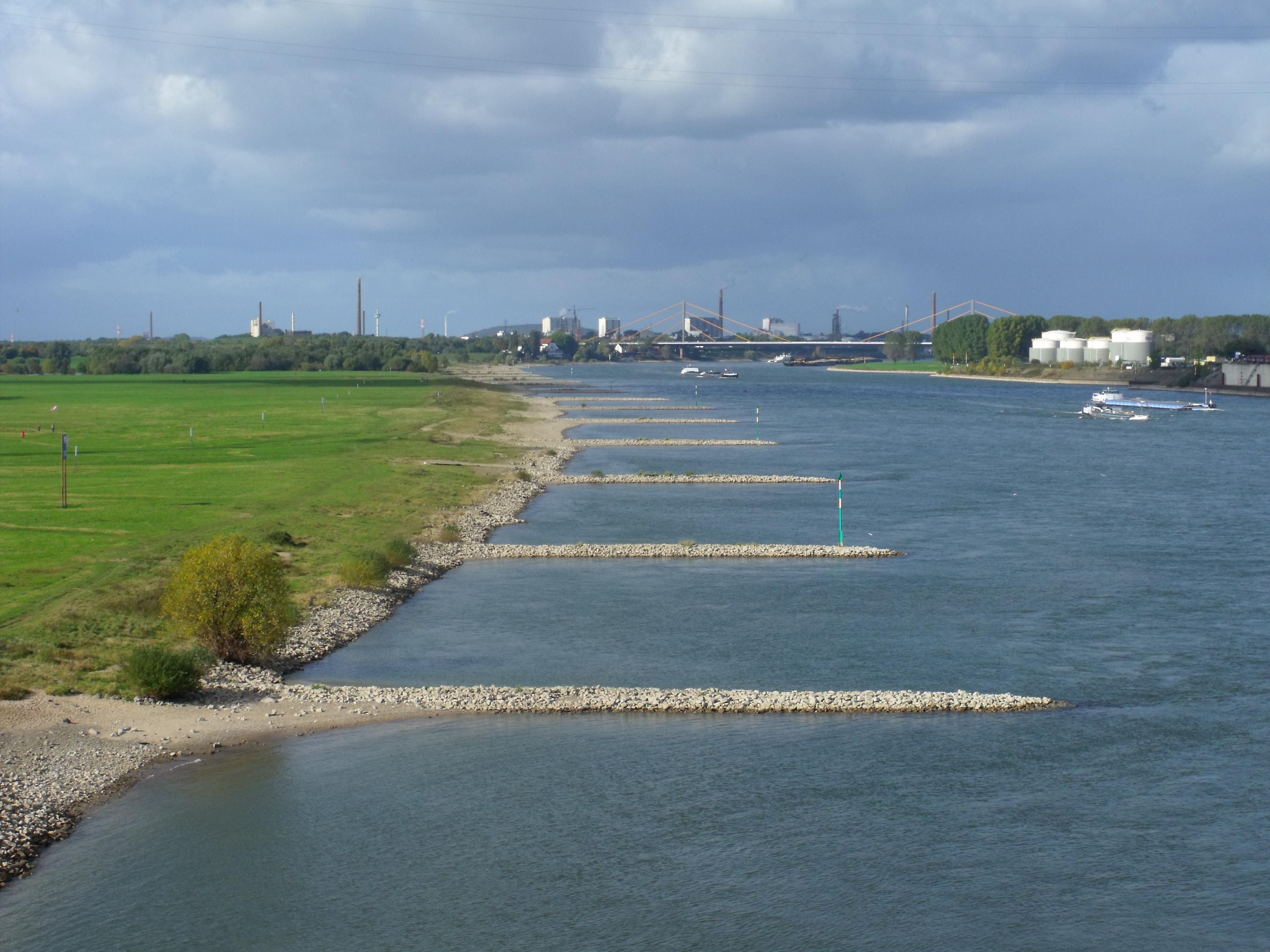
Хвилеріз. Дуйсбург.
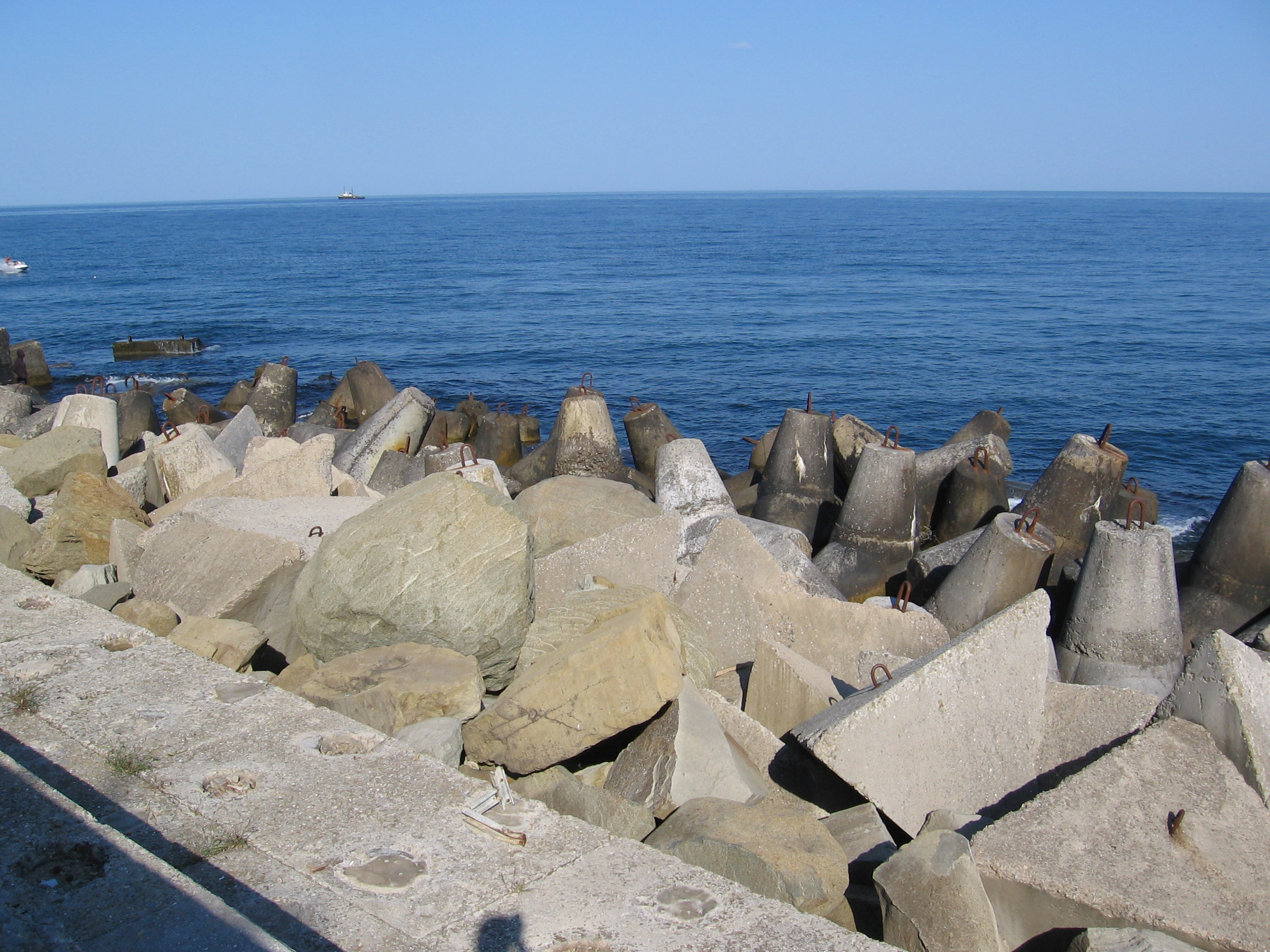
Хвилеріз на Чорному морі, Крим, Україна.
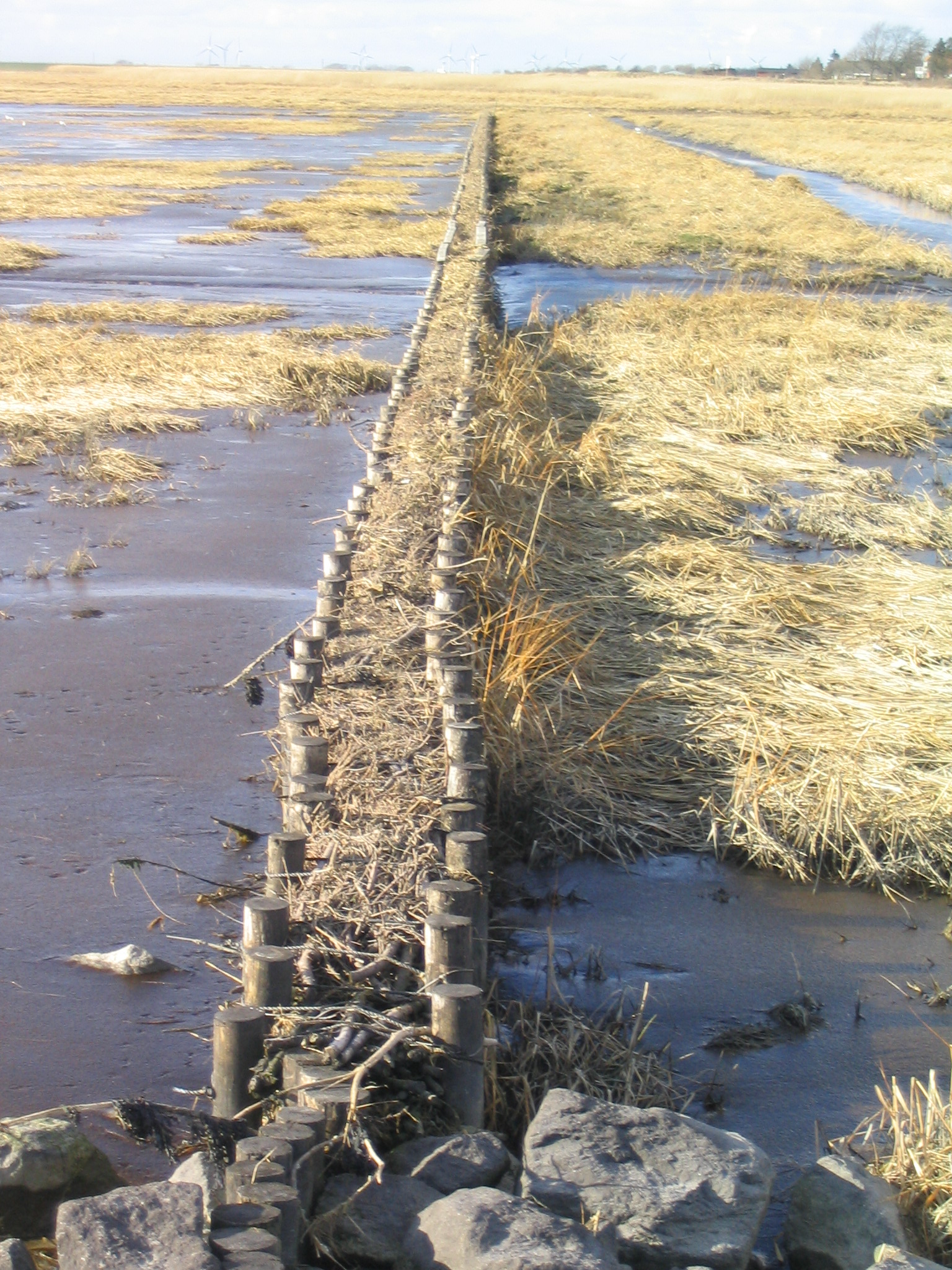
Хвилеріз в місті Гузумі, Північна Фризія, Німеччина
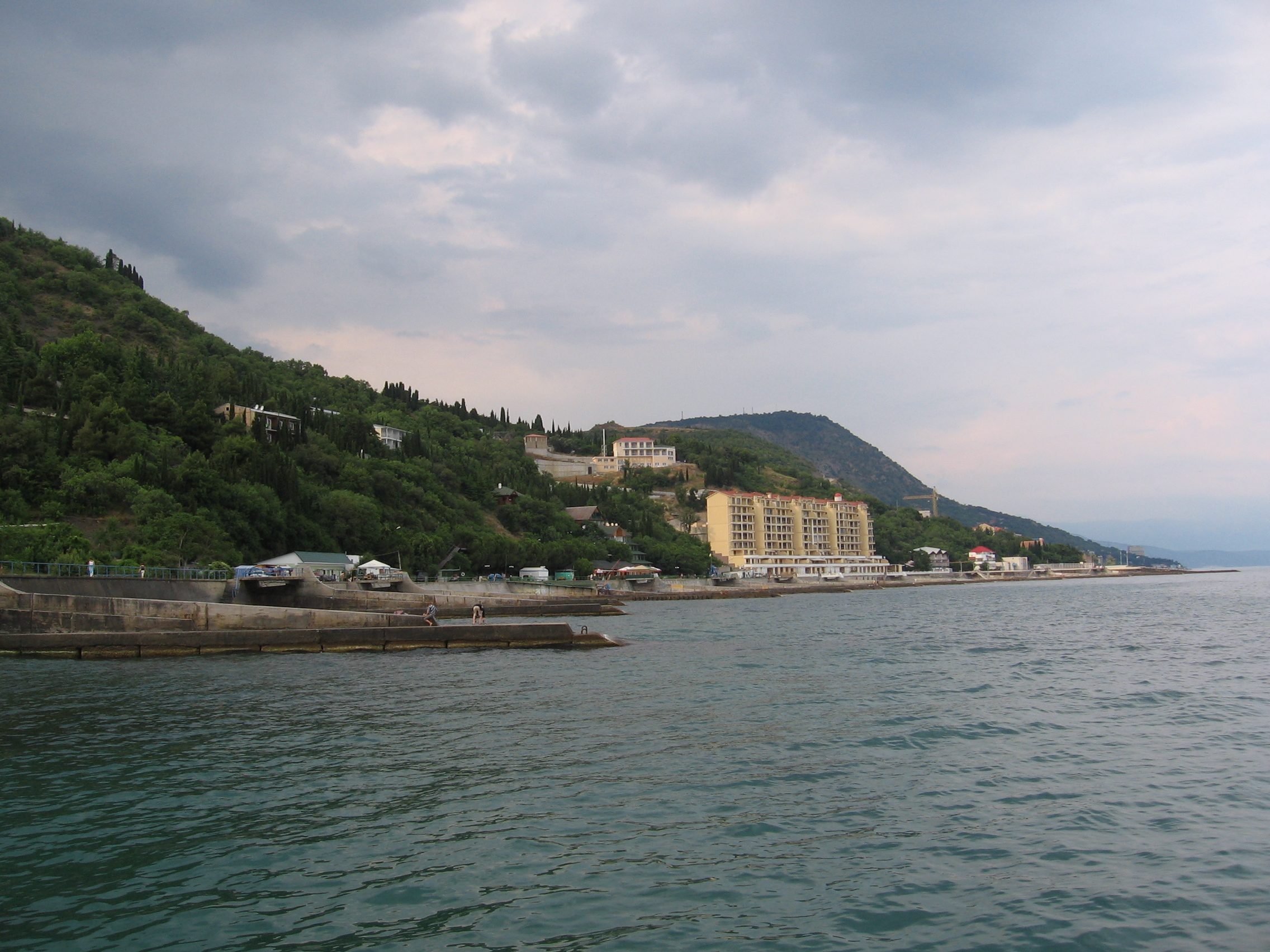
Хвилерізи. Малий Маяк. Крим.